# Kostel Nanebevzetí Panny Marie (Cavalese)
Kostel Nanebevzetí Panny Marie a Panny Marie Bolestné v Cavalese (italsky chiesa (arcipretale) di Santa Maria Assunta a chiesa dell'Addolorata) je gotický farní kostel v italské obci Cavalese v Autonomní oblasti Trentino.

## Poloha
Kostel a farnost (Pieve di Santa Maria Assunta - farnost Nanebevzetí Panny Marie) se nacházejí ve spodní, jižní části města. Kostel stojí v obezděném areálu hřbitova v rozlehlým Farním parku - „Parco della Pieve“. V jednom z rohů parku se pod staletou lípou nachází kamenný stůl dokola obklopený kamennými lavicemi, tzv. “Banc de la Reson” ("Banco della ragione / Lavice pravdy"), místo, na němž zdejší vikář zastupující tridentského biskupa pravidelně vykonával spravedlnost.

## Dějiny kostela

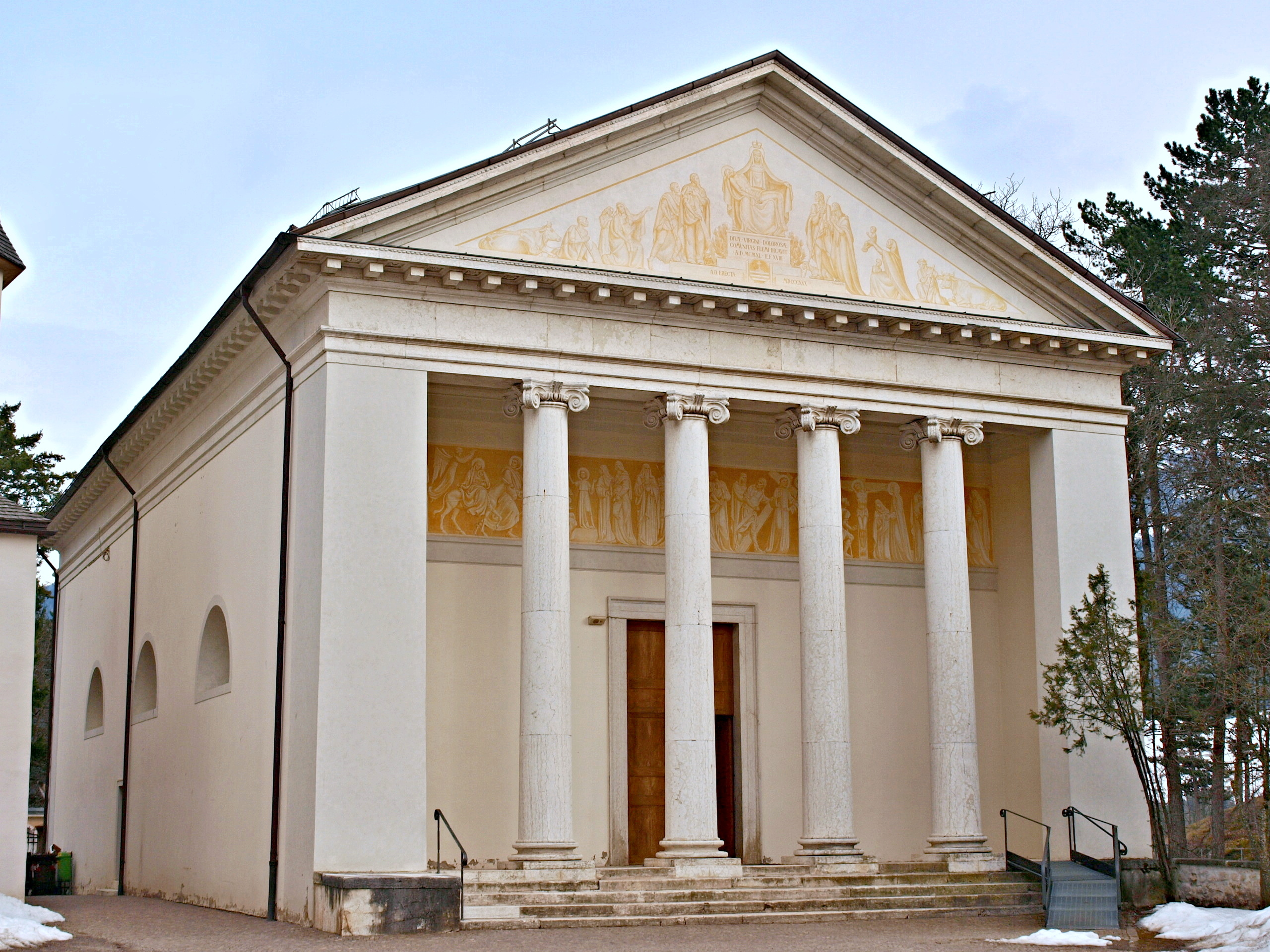
Cavalese kostel Panny Marie Bolestné (chiesa dell'Addolorata)

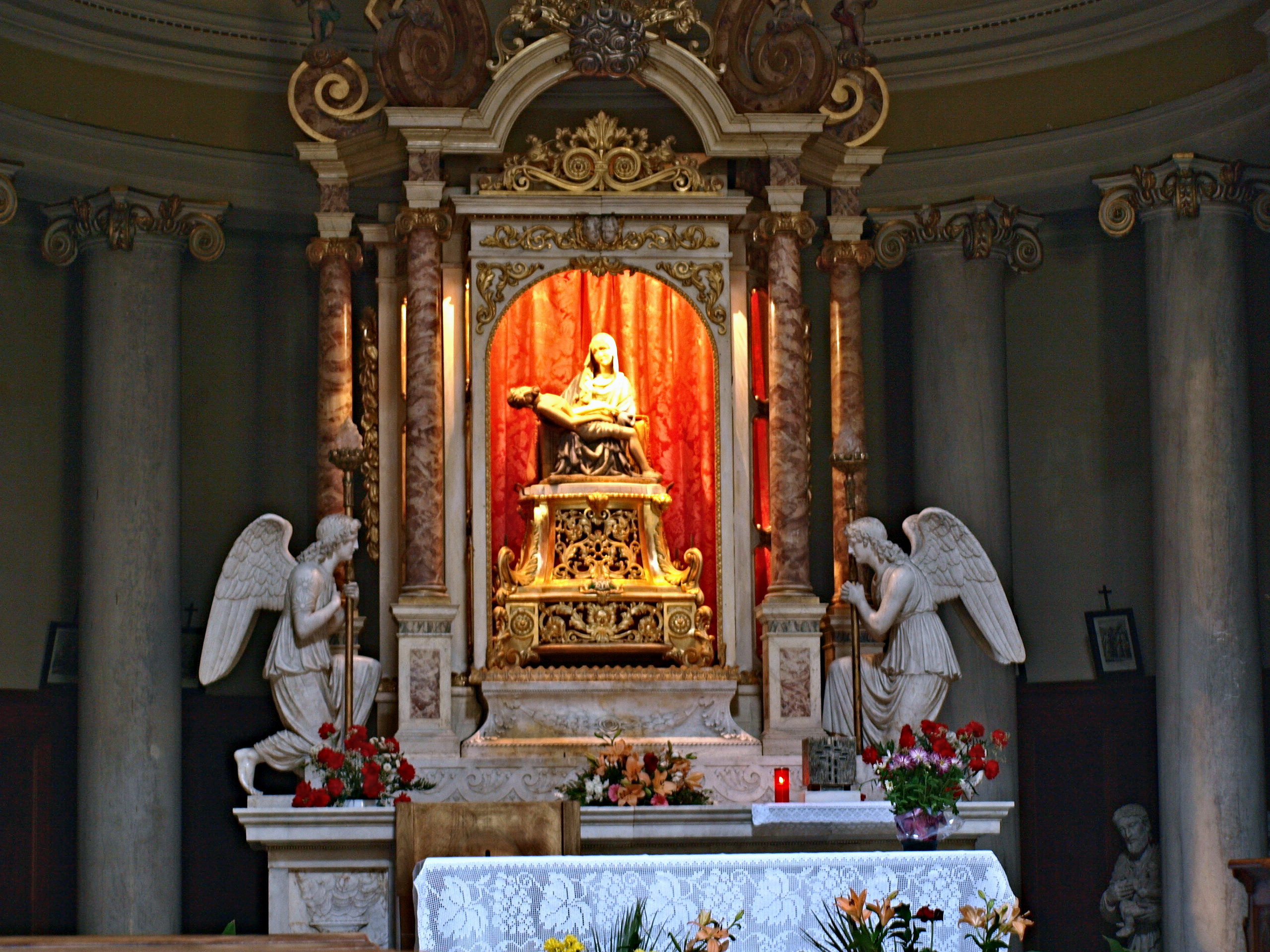
Interiér kostela - barokní oltář

Farní kostel pochází z doby před roku 1112, avšak původní stavba byla v 15. století přestavěna v románsko-gotickém stylu a roku 1610 přibyly ke čtyřem jednoduchým chrámovým lodím tři další, rozdělené sloupořadími válového a polygonálního tvaru.
Komplex obou kostelů charakterizuje dominantní zvonice ze 17. století od Giuseppe Albertiho a atriem s dřevěnými kazetami s freskami od Antonia Longa.

### Požár vroce 2003
V roce 2003 komplex postihl silný požár, který zničil střechu a klenby, poškodil také vnější portál a narušil celkovou strukturu stavby. Tyto události velmi zasáhly místní obyvatelstvo, neboť kostel Panny Marie je považován za jeden ze symbolů města Val di Fiemme. Jsou zde pochovány ostatky mnoha zdejších zemřelých již od 19. století.